# Мркан
Мркан је мало ненасељено острво у хрватском делу Јадранског мора.
Мркан лежи југоисточно од Дубровника и југозападно од Цавтата, од којег је удаљено око 3 км. Његова површина износи 0,19 км². Дужина обалске границе је 3,26 км. Највиши врх је висок 65 метара.
На острву је 1284. године изграђен бенедиктински самостан св. Миховила, од кајег су остале још само рушевине.
На том острву је била прва болница (лазарет) Дубровачке републике. Лазарет је радио у периоду од 1377. до 1482. када је био пресељен на суседно острво Бобару.